# Cosimo Giotti
Cosimo Giotti (Firenze, 15 aprile 1759 – Firenze, 10 febbraio 1830) è stato un librettista e poeta italiano.

## Biografia
Nato nel 1759 a Firenze, presso la capitale toscana lavorò come autore di testi e allestimenti teatrali, il primo dei quali, documentato nel 1782, è stato La strage degli innocenti al teatro di Borgo Ognissanti. L'anno successivo rappresentò Enrico e Sofia, ovvero Il militar condannato al teatro del Cocomero. Dal 1784 fu direttore teatrale della Compagnia nazionale toscana.
Come librettista si ricordano La vendetta di Medea (1787), La bella incognita, o siano I tre amanti delusi (1788), Il sacrifizio d'Ifigenia (1789), La moglie capricciosa (1791), Ines de Castro (1793), Teseo riconosciuto (1798) e Il fanatico per la musica (1800).